# Craig Horner
Craig Horner, född 24 januari 1983 i Brisbane, Queensland, är en australisk skådespelare som vars första framträdande var i det australiska TV-programmet Cybergirl. Han är mest känd för rollen Richard Cypher i den amerikanska TV-serien Legend of the Seeker.

## Biografi
Craig Horner upptäckte sin kärlek till skådespeleriet efter att ha uppträtt i skolproduktionen av En midsommarnattsdröm.
Craig studerade vid St Peters Lutheran College in Indooroopilly, Brisbane, Australien. Efter examen försökte han bli skådespelare. Han har dykt upp i ett flertal TV-program sedan 2001: som Jackson i "Cybergirl"; som Jesse Spencers bror i "Swimming Upstream;" som en reporter i "Totally Wild." År 2008 var Horner med i den australiska TV-serien, Blue Water High, som surfaren Garry Miller. Horner porträtterade därefter Ash Dove i serien H2O: Just Add Water. Han spelade huvudrollen Richard Cypher i Legend of the Seeker, baserad på Terry Goodkinds bokserie Sanningens svärd.